# Ralf Günther (Produzent)
Ralf Günther (* 23. Juni 1962 in Koblenz) ist ein deutscher Fernsehproduzent, Comedian und Chef der Soul-Cover-Band Fred Kellner und die famosen Soulsisters.

## Biografie
Ralf Günther gründete 1983 zusammen mit Knacki Deuser und Wolfgang Lüchtrath die Comedygruppe Die Niegelungen. Die Gruppe trat elf Jahre lang auf. 1988 gründete er die Funk- und Soulband Fred Kellner, zu denen 1989 auch Anke Engelke und ihre Schwester Susanne als „die famosen Soulsisters“ beitraten.
1993 moderierte er die erste TV-Gala des Köln-Comedy-Festivals sowie die ARD-Show Brennende Herzen. 1994 arbeitete er mit Martin Keß als Headwriter der RTL Nachtshow und gründete mit ihm und Jörg Grabosch im selben Jahr die Kölner Produktionsfirma Brainpool. 2017 verließ er die Brainpool-Geschäftsführung. Bis 2020 war er Geschäftsführer der Brainpool-Tochtergesellschaft Köln Comedy Festival GmbH (Internationales Köln Comedy Festival, Deutscher Comedypreis).

## Produktionen
- Die Wochenshow
- Brisko's Jahrhundertshow
- Die Pannenshow
- Danke Anke!
- Anke Late Night
- LiebesLeben
- Ladykracher
- Der Deutsche Comedy Preis
- Rose D'Or

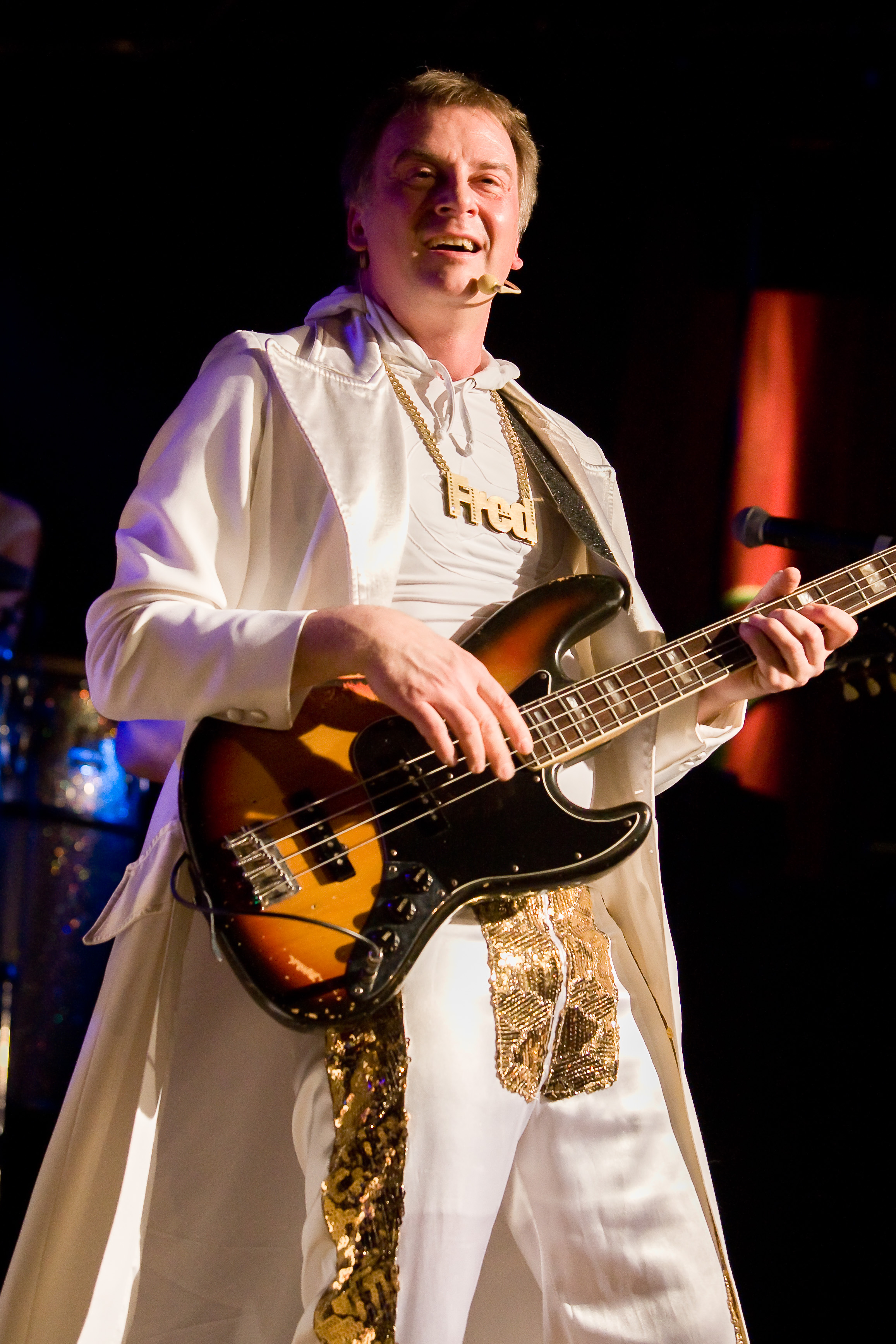
Ralf Günther bei einem Konzert von Fred Kellner, im Februar 2009

- Axel! - Die Sketch Serie mit Axel Stein
- Pastewka
- Kinder, Kinder
- Schlag den Raab
- Fröhliche Weihnachten! – mit Wolfgang & Anneliese
- Zwei Weihnachtsmänner
- Einmal Hallig und zurück (Fernsehfilm)

## Auszeichnungen
- 2023: Deutscher Comedypreis - Ehrenpreis[4]